# Пеце (Гросупље)
Мала вас при Гросупљем (словен. Mala vas pri Grosupljem) мало насеље у југозападно од Гросупља у централној Словенији покрајина Долењска. Општина припада регији Средишња Словенија.
Налази се на надморској висини 352,7 м, површине 1,62 км². Приликом пописа становништва 2002. године насеље је имало 47 становника.

## Културно наслеђе
Доказ о градини из гвозденог доба пронађен је на брду Горица, северно од насеља а остаци римских грађевина откривени су западно од насеља..